# Rhyncho-hypnum finitimum
Rhyncho-hypnum finitimum là một loài Rêu trong họ Brachytheciaceae. Loài này được (Hampe) Hampe miêu tả khoa học đầu tiên năm 1878.